# Sanyu
Sanyu war eine japanische Automarke.

## Markengeschichte
Sanyu Sangyo hatte seinen Sitz in Amagasaki. 1956 übernahm es ein Fahrzeugmodell von Idemitsu Sangyo. Sanyu überarbeitete es und brachte es unter dem eigenen Markennamen auf den Markt. Die Stückzahl blieb gering. Im selben Jahr wurde das Projekt aufgegeben.

## Fahrzeuge
Das einzige Modell Angel war ein vierrädriger Kleinstwagen der Kei-Car-Klasse. Die Unterschiede zum Idemitsu Bambi beschränkten sich auf Äußerlichkeiten wie den Kühlergrill. Ein V2-Motor mit 356 cm³ Hubraum und 12 PS Leistung war vorn eingebaut und trieb über ein Dreiganggetriebe die Hinterachse an.